# Дютин, Константин Ефимович
Константин Ефимович Дютин (р.20 ноября 1937) - селекционер, д.с.-х.н, профессор, заслуженный деятель науки РФ.

## Биография
В 1962 году окончил Московскую сельскохозяйственную академию им. К. А. Тимирязева, в 1967 году - аспирантуру при НИИ овощного хозяйства (г.Москва). С 1967 по 2003 год - заведующий лабораторией селекции бахчевых культур Всероссийского НИИ орошаемого овощеводства и бахчеводства, с 2003 года - главный научный сотрудник лаборатории.

## Научная деятельность
Основное направление исследований: генетика и селекция бахчевых культур, селекция на устойчивость к болезням и вредителям, гетерозис и получение гибридных семян при свободном опылении родительских форм.
Под руководством Дютина создано и районировано 10 сортов бахчевых культур (арбуза, дыни, тыквы, кабачка, патиссона). Наиболее популярные из них сорта арбуза: Астраханский, Фотон, Ярило, Скорик, СРД-2; дыни: Сказка и Лада; тыквы: Вита и Крошка, кабачка Сосновский. Получено авторское свидетельство на способ выращивания бессемянных арбузов (1990).
Опубликовал 160 печатных работ, в том числе 10 методических указаний по селекции: на устойчивость к антракнозу и мучнистой росе, пригодность к индустриальной технологии, создание гетерозисных гибридов и получение гибридных семян с использованием гиномоноцийности и мужской стерильности.

## Награды и почётные звания
Заслуженный деятель науки Российской Федерации (2003).
Награждён медалью «За заслуги в бахчеводстве России», медалью ордена «За заслуги перед Астраханской областью» (2007).

## Труды
- «Генетика и селекция бахчевых культур» (2000);
- «Приусадебное бахчеводство» (2004).